# Podsavezna nogometna liga Vukovar 1967./68.
Podsavezna nogometna liga Vukovar (također i kao Liga Nogometnog podsaveza Vukovar) je bila liga četvrtog stupnja nogometnog prvenstva Jugoslavije u sezoni 1967./68. 
 
Sudjelovalo je ukupno 12 klubova, a prvak je bio klub "Stjepan Supanc" iz Vukovara. 

## Ljestvica
| mj. | klub                   | ut.                          | pob.                         | ner.                         | por.                         | gol+                         | gol-                         | bod                          |
| --- | ---------------------- | ---------------------------- | ---------------------------- | ---------------------------- | ---------------------------- | ---------------------------- | ---------------------------- | ---------------------------- |
| 1.  | Stjepan Supanc Vukovar | 21                           | 14                           | 5                            | 2                            | 52                           | 15                           | 33                           |
| 2.  | Sinđelić Trpinja       | 21                           | 13                           | 3                            | 5                            | 52                           | 31                           | 29                           |
| 3.  | Sloga Vukovar          | 21                           | 13                           | 2                            | 6                            | 62                           | 19                           | 28                           |
| 4.  | Hajduk Tovarnik        | 21                           | 11                           | 3                            | 7                            | 51                           | 29                           | 25                           |
| 5.  | Sremac Bogdanovci      | 21                           | 9                            | 6                            | 6                            | 40                           | 32                           | 24                           |
| 6.  | Fruškogorac Ilok       | 21                           | 10                           | 3                            | 8                            | 63                           | 34                           | 23                           |
| 7.  | Bršadin                | 21                           | 9                            | 4                            | 8                            | 37                           | 42                           | 22                           |
| 8.  | Jedinstvo Berak        | 21                           | 8                            | 4                            | 9                            | 28                           | 30                           | 29                           |
| 9.  | Vuteks Vukovar         | 21                           | 7                            | 2                            | 12                           | 32                           | 42                           | 16                           |
| 10. | Negoslavci             | 21                           | 4                            | 1                            | 16                           | 21                           | 72                           | 9                            |
| 11. | Poljoprivednik Ovčara  | 21                           | 2                            | 1                            | 18                           | 21                           | 87                           | 5                            |
|     | Vukovar                | odustali u proljetnom dijelu | odustali u proljetnom dijelu | odustali u proljetnom dijelu | odustali u proljetnom dijelu | odustali u proljetnom dijelu | odustali u proljetnom dijelu | odustali u proljetnom dijelu |

- NK "Vukovar" odustao u proljetnom dijelu, te je klub rasformiran
- Ovčara - od 1991. dio naselja Grabovo, a kasnije naselja Grabovo dio (grad Vukovar)

## Rezultatska križaljka
| kratica | klub                   | BRŠ | FRU | HAJ | JED | NEG | POLJ | SIN | SLO | SRE | STS | VUT | VUK |
| --- | ---------------------- | --- | --- | --- | --- | --- | ---- | --- | --- | --- | --- | --- | --- |
| BRŠ | Bršadin                |     |     |     |     |     |      |     |     |     |     |     |     |
| FRU | Fruškogorac Ilok       |     |     |     |     |     |      |     |     |     |     |     |     |
| HAJ | Hajduk Tovarnik        |     |     |     |     |     |      |     |     |     |     |     |     |
| JED | Jedinstvo Berak        |     |     |     |     |     |      |     |     |     |     |     |     |
| NEG | Negoslavci             |     |     |     |     |     |      |     |     |     |     |     |     |
| POLJ | Poljoprivednik Ovčara  |     |     |     |     |     |      |     |     |     |     |     |     |
| SIN | Sinđelić Trpinja       |     |     |     |     |     |      |     |     |     |     |     |     |
| SLO | Sloga Vukovar          |     |     |     |     |     |      |     |     |     |     |     |     |
| SRE | Sremac Bogdanovci      |     |     |     |     |     |      |     |     |     |     |     |     |
| STS | Stjepan Supanc Vukovar |     |     |     |     |     |      |     |     |     |     |     |     |
| VUT | Vuteks Vukovar         |     |     |     |     |     |      |     |     |     |     |     |     |
| VUK | Vukovar                |     |     |     |     |     |      |     |     |     |     |     |     |
| |                        |     |     |     |     |     |      |     |     |     |     |     |     |
| podebljan rezultat - utakmice od 1. do 11. kola (1. utakmica između klubova) rezultat normalne debljine - utakmice od 12. do 22. kola (2. utakmica između klubova) rezultat nakošen - nije vidljiv redoslijed odigravanja međusobnih utakmica iz dostupnih izvora rezultat smanjen * - iz dostupnih izvora nije uočljiv domaćin susreta prekrižen rezultat - poništena ili brisana utakmica p - utakmica prekinuta 3:0 p.f. / 0:3 p.f. - rezultat 3:0 bez borbe |                        |     |     |     |     |     |      |     |     |     |     |     |     |

 Izvori:

## Unutrašnje poveznice
- Slavonska zona 1967./68.